# Ševko Omerbašić
Ševko Omerbašić (* 9. Juni 1945 in Ustikolina bei Foča, SR Bosnien und Herzegowina, SFR Jugoslawien, heute in Bosnien und Herzegowina; † 31. Oktober 2024) war ein islamischer Theologe. Seine Ausbildung erhielt er an der Gazi Husrev-Beg-Madresa (Islamische Schule) in Sarajevo. Er war der Mufti von Zagreb und Großmufti (d. h. die höchste muslimische Autorität) von Kroatien.
Er war einer der 138 Unterzeichner des offenen Briefes Ein gemeinsames Wort zwischen Uns und Euch (englisch A Common Word Between Us & You), den Persönlichkeiten des Islam an „Führer christlicher Kirchen überall“ (englisch “Leaders of Christian Churches, everywhere …”) sandten (13. Oktober 2007).